# سفارة بولندا في فنلندا
سفارة بولندا في فنلندا هي أرفع تمثيل دبلوماسي لدولة بولندا لدى فنلندا. تقع السفارة في هلسنكي وهي تهدف لتعزيز المصالح البولندية في فنلندا.

## وصلات خارجية
- الموقع الرسمي
- قائمة سفارات بولندا
- قائمة السفارات في فنلندا